# Willem Polman Kruseman
Willem Polman Kruseman (Middelburg, 14 december 1849 – aldaar, 9 december 1918), was griffier bij de Provinciale Staten van Zeeland.

## Biografie
Polman Kruseman werd geboren in Middelburg als jongste zoon van Hendrik Polman Kruseman (1812–1880) en Suzanna Veen (1813–1892). Na de lagere school ging hij naar het gymnasium, waar hij in 1868 summa cum laude eindexamen deed. Hij ging vervolgens naar Leiden om letteren te studeren. Hij legde in 1873, eveneens summa cum laude, zijn kandidaatsexamen af. Hij had echter genoeg van de letteren, veranderde van studierichting en koos rechten. In 1877 promoveerde hij tot doctor in de rechten.
Na korte tijd in Delft gewoond te hebben keert hij terug naar Middelburg waar hij zich als advocaat vestigde. Kort daarop werd hij kantonrechter en leraar staatswetenschappen aan de HBS in Goes. In 1879 werd hij benoemd tot commies aan de provinciale griffie. Dit betekende het einde van zijn leraarschap in Goes, maar hij kon nu hetzelfde vak in Middelburg onderwijzen.
In 1881 werd Polman Kruseman lid van het Zeeuws Genootschap der Wetenschappen, waarvan hij in 1884 secretaris werd.
Op 9 april 1890 trad hij in het huwelijk Anna Sophia Snouck Hurgronje (1860–1892). Uit dit huwelijk werd op 16 maart 1892 een dochter geboren, Albertina Wilhelmina Suzanna Polman. Maar veertien dagen na de geboorte van het meisje overleed de moeder. Zijn zusters hebben voor hem en zijn dochtertje gezorgd. In 1892 werd hij ook benoemd tot griffier.
In 1894 werd door Koningin Wilhelmina en Koninginmoeder Emma een bezoek aan Zeeland gebracht. Willem Polman Kruseman had in de organisatie van dit bezoek niet alleen als griffier maar ook als voorzitter van een aantal commissies een belangrijke rol te spelen. Zijn verdiensten werden erkend door zijn benoeming tot ridder in de Orde van Oranje-Nassau. In 1898 werden ook zijn werkzaamheden als griffier erkend met als gevolg zijn benoeming tot ridder in de Orde van de Nederlandse Leeuw. Ten slotte is hem in 1913 nog een Belgische ridderorde verleend in verband met een tentoonstelling in Brussel van voorwerpen uit het museum van het Zeeuws Genootschap.
In de tussentijd was Polman Kruseman op 24 augustus 1904 een tweede huwelijk aangegaan met Jkvr. Jacoba Maria de Jonge van Ellemeet (1853 – 1942), weduwe van Mr Johan van der Lek de Clercq. Dit huwelijk eindigde met een echtscheiding op 15 oktober 1913.
W. Polman Kruseman heeft twee boeken geschreven: Frederik Nagtglas, uit zijn werken geschetst, 1907, W.L.&J. Brusse, Rotterdam en Zeeland van 1813 tot 1913. Vergelijkende schets, 1914, Altorffer Rotterdam.
Vijf jaar later is Willem Polman Kruseman 5 dagen voor zijn 69e verjaardag overleden.